# Поручик Кіже
 Поручик Кіже  — персонаж історичного анекдоту часів царювання імператора  Павла I, а також  повісті Юрія Тинянова «Підпоручик Кіже» — неіснуючий офіцер, що з'явився в документах через помилку писаря, але, тим не менш, кілька разів був підвищений в новий чин імператорським указом.
«Поручиком Кіже» іноді іронічно іменують ситуацію, коли дрібна, безглузда помилка призводить до масштабних наслідків, або неіснуючий об'єкт, міфічну фігуру, яка через помилку, непорозуміння чи випадковий збіг була визнана реальною.

## Зміст анекдоту про поручика Кіже
Підставою для історії став такий анекдот, дія якого відбувається в  Російській імперії часів царювання імператора  Павла I:

Одного разу придворний писар, складаючи зі слів імператора черговий указ про підвищення в наступний чин офіцерів, при написанні перших двох слів фрази «прапорщики ж [такі-то] — в підпоручики» помилився — написав «прапорщик Кіж», в результаті в тексті указу перед реальними прізвищами виявився вписаним прапорщик Кіж, що ніколи не існував. Коли указ подали на підпис, імператор чомусь вирішив виділити першого з новопроізведенних підпоручиків і власноруч дописав до указу «підпоручика Кіжа в поручики». Поручик Кіж, мабуть, запам'ятався імператору, в усякому разі, вже через кілька днів імператор провів його в штабс-капітани. Подібним чином Кіж дуже швидко зростав в чині і незабаром був проведений в полковники, і на цьому, останньому наказі про підвищення в чин імператор написав: «Викликати зараз до мене». Кинувшись шукати полковника, військове керівництво його не знайшло. Лише вивчивши всі документи про виробництво, вдалося дійти до самого першого наказу, що містить помилку, і зрозуміти, в чому справа. Проте повідомити імператорові про справжній стан справ ніхто не наважився. Замість цього підлеглі доповіли, що полковник Кіж раптово помер, через що прибути на аудієнцію не може. Імператор зітхнув і сказав: «Шкода, хороший був офіцер».

## Історія
Анекдот про поручика Кіже наводить у своїх «Оповіданнях про часи Павла I» Володимир Даль (автор широко відомого «Тлумачного словника живої великоруської мови»). «Оповідання», в тому числі і дана історія, записані ним зі слів батька. Анекдот ґрунтується на тодішньому порядку (точніше, повному безладі), що дійсно існував у зазначені часи, тобто підвищення і пониження офіцерів в чинах, коли старші офіцери легко розжалували в рядові, а молодші, з якоїсь причини, що сподобалися імператору, нерідко підвищувалися в чинах з неймовірною швидкістю.
У 1927 році Юрій Тинянов випустив повість «Підпоручик Кіже». Згодом вона була двічі екранізована (фільми «Поручик Кіже» (1934) та  «Кроки імператора» (1990)). Сюжет повісті в цілому відповідає вищенаведеному анекдоту, хоча повість, зрозуміло, набагато детальніша. Автор перейменував головного героя, замінивши прізвище «Кіж» на «французьку» «Кіже» (одночасно підредагувати фразу імператора, замінивши застарілу форму «прапорщики ж» на сучаснішу «прапорщики же»), ввів безліч побічних персонажів. У повісті Кіже, крім виробництва в чини, був поставлений у варту, покараний за крик під імператорським вікном, висічений, засланий до Сибіру, прощений, дослужився до генерала, отримав нагороди, а буквально перед кончиною йому були подаровані імператором маєток і тисяча душ. На відміну від вихідної історії, що описує, по суті, лише дрібне канцелярське непорозуміння і демонструє легкість підвищень за Павла I, в повісті Тинянова акцент зроблений на висміювання бюрократичної системи, в якій точне слідування запропонованим регламентам стає важливішим за здоровий глузд. Показані безпосередні виконавці, які здійснюють безглузді, очевидно абсурдні дії, аби їх не можна було звинуватити в порушенні приписів: січуть батогами дерев'яного «коня», на якому немає покараного, конвоюють пусте місце, лікують неіснуючого хворого і ховають неіснуючого небіжчика, загалом, ведуть себе так, як ніби Кіже реально існує, при цьому ніхто не показує, що відбувається щось незвичне.